# Ortheziolacoccus barrosmachadoi
Ortheziolacoccus barrosmachadoi är en insektsart som beskrevs av Ferenc Kozár och Konczné Benedicty in Kozár 2004. Ortheziolacoccus barrosmachadoi ingår i släktet Ortheziolacoccus och familjen vaxsköldlöss.
Artens utbredningsområde är Angola. Inga underarter finns listade i Catalogue of Life.